# 榎並大二郎
榎並 大二郎（えなみ だいじろう、1985年9月30日 - ）は、フジテレビのアナウンサー。

## 来歴
兄と姉がいる3人きょうだいの末っ子として育つ。子供の頃は大人しい性格で一人遊びが好きだった。
慶應義塾高等学校、慶應義塾大学法学部政治学科卒業。中学時代は野球部、高校・大学時代は水泳部葉山部門に所属、大学4年生の時には主将を務めた。2006年、準ミスター慶應に選ばれる。
2008年、アナウンサーとしてフジテレビに入社。同期入社のアナウンサーは加藤綾子（2016年4月30日退社後、フリー転身）、椿原慶子。
身長180cm。同期の加藤と1年後輩の松村未央からは「大ちゃん」と呼ばれている。1期先輩の中村光宏や3期後輩の生田竜聖と仲が良い。また、他局アナでは桝太一（元日本テレビ）、菅原知弘（テレビ朝日）、森田京之介（元テレビ東京）、熊崎風斗（TBSテレビ）と仲が良い。
2014年2月にタイの総選挙を取材に赴いた所、思わぬことに現地の人から人気となったことが日本でも話題となる（後述）。
2016年2月26日、モデルの有村実樹と10年間の交際期間を経て結婚。
2020年9月28日、『Live News イット!』のメインキャスターに就任。 元同期の加藤と共に務める。
2021年8月26日に第1子の男児が誕生。9月18日 - 10月3日、育児休暇を取得し（後述）、その期間中は『Live News イット!』を不在した。
2024年2月28日の『Live News イット!』内にて視聴者に同年3月29日をもってメインキャスター降板を報告した。報告は地方局の飛び乗り・飛び降りに配慮してFNN枠終盤の18:08頃に行われた。同番組の後任に決まった元NHKアナウンサーでフリーアナウンサーの青井実は、高校・大学の5年先輩にあたる。
2024年3月31日に復活する『すぽると!』のキャスターを担当することが公表された。

## 人物

### 学生時代
先述の通り高校から水泳部に所属したが、実は中学生の頃までカナヅチで泳げなかった。「コンプレックスを抱えたまま生きるのは嫌だ」と強く思ったことから、高校入学を機に敢えて水泳部に入部し、努力の末カナヅチを克服した。
高校・大学と水泳部の朝練に参加するため、当時は時報代わりに『めざましテレビ』を見て6時に家を出ていた。ちなみに現在の愛称である「褐色の弾丸」は、榎並の猪突猛進に泳ぐ姿を見た部員仲間から呼ばれ始めたのがきっかけ。
その後周りが就活を始める中、本人は部活優先で過ごしていたことから就活に取り掛かるのが遅かった。フジテレビのエントリーシートを書き始めたのは締切2日前で、アナウンサースクールに通うこともなかったが、見事同社への採用が決まった。

### タイで人気に
2014年2月のタイの取材では1週間ほどタイに滞在した所、第36代首相インラック・シナワットを取材する写真が『スーパーニュース』の公式 Facebook に掲載された。これを契機にタイのネットニュース、テレビ、新聞などで「笑わない日本人ジャーナリスト」と紹介されて一躍当地の人気者となり、帰国後もタイの記者が彼を取材しに来日するほどだった。
上記の反政府デモを伝える取材では、事前に特派員経験豊富な先輩社員からリポートする上での助言を受けていた。万が一に備えて防弾チョッキと防弾ヘルメットを装着して現場をリポートしたが、デモは和やかなものだった。このため現地の人から「何か面白いヤツがいるぞ(笑)」などと興味を持たれて思わぬ形で人気となった。
タイで人気になったこともあり、2015年には観光庁より「タイVJ（ビジット・ジャパン）観光特使」に任命される。

### 育児
2021年8月19日放送『Live News イット!』にて、新型コロナウイルスに感染した妊婦が自宅で出産し、胎児が死亡するというニュースを報道した際、号泣しながら「病床確保と地道な感染対策かと思います」と述べた。翌20日には、号泣したことについて同番組内で謝罪。
同年9月20日から2週間の育休を取得し、その奮闘ぶりをSNSにアップしたことが話題となり、“イクメンパパ”として注目された。それまで3万人ほどだったフォロワーが4万人以上に増えた。
妻の妊娠判明時点で出産後のサポートを考えており、一人暮らしの経験がなかったため榎並は家事の勉強を一から始めた。実際の育休中は赤ちゃんの寝かしつけ、深夜に粉ミルクを与えたり、沐浴などに励んでいた。育休を終えた現在(2022年1月)も、榎並が息子の沐浴を担当している。
2022年10月19日、厚生労働省後援のイクメンプロジェクトによる、第12回イクメン オブ ザ イヤー2022のイクメンアナウンサー部門を受賞した。
2023年10月19日、第13回イクメン/男性育休オブザイヤー2023の男性育休アナウンサー部門を受賞した。

## 番組エピソード

### FNS27時間テレビ
- 『FNS27時間テレビ!! みんな笑顔のひょうきん夢列島!!』（2008年7月26日-27日）グランドフィナーレで毎年恒例の新人アナによる提供読みお披露目。
- 『FNS26時間テレビ 2009 超笑顔パレード 爆笑!お台場合宿』（2009年7月25日-26日）で、FNS27局対抗!三輪車12時間耐久レースのフジテレビ代表のアナウンサーズチームの一員として参加した。
- 『FNS26時間テレビ 2010 超笑顔パレード 絆 爆笑!お台場合宿』（2010年7月24日-25日）で、FNS27局対抗!三輪車12時間耐久レース O-1グランプリ2010のピットリポーターを担当した。

### 笑っていいとも!
- 『笑っていいとも!』において、2010年10月4日よりテレフォンアナウンサーとして出演[18]。2011年4月7日から9月29日まで半年間木曜日担当テレフォンアナウンサーを務めていた。

### バイキング
- 2015年5月、『バイキング』と同じく、大学・学部の先輩にもあたる伊藤利尋アナから進行を引き継いだ『IPPONグランプリ』第13回大会では、収録後の控室に戻ると、いろいろな感情から号泣したという[19]。

### Live News イット!
- 2020年10月改編（9月28日）から、『Live News イット!』平日版のメインキャスターを担当。フジテレビでの同期で、2016年4月の退社・フリーアナウンサーへの転身を経て、2019年4月の番組開始当初から平日版のメインキャスターを務めてきた加藤と共同で進行する。報道番組へのレギュラー出演は、一時メインキャスターを務めていた『FNNスーパーニュース』平日版の終了（2015年3月）以来5年半振り[20]。
- 2021年8月19日放送の『Live News イット!』にて、新型コロナウイルスに感染した妊婦が自宅で出産したものの胎児が死亡するというニュースを報道した際、悲しい感情が高ぶり生放送中に号泣した[21]。

### その他
- 担当したい番組として、学生時代からずっと見ていた『めざましテレビ』を挙げている[22]。また、好きなアナウンサー・憧れているアナウンサーは、「高島彩」と答えている[23]。
- 趣味は筋トレで[24]、特技は「筋肉の名称をすぐに答えることができる」ことである[25]。
- 2010年2月よりフジテレビアナウンサーのブログ「2008年入社アナすもももももももものうち」にて同僚の女子アナウンサーを基に作成した【褐色美女図鑑】～妄想編～を執筆している。2011年7月からは「すもももももももものうち」から独立し、新たに個人ブログ「我輩は、褐色である。―時代はまだきていない―」を立ち上げた。
- 2013年秋には、アナマガでの実績で、榎並が撮影・プロデュースを手がけた、2014年の同局女性アナウンサーカレンダーを製作。2014年秋にも、再び榎並がプロデュース（撮影はプロのカメラマン）した、2015年の同局女性アナウンサーカレンダーを製作している。

## 出演番組
2025年現在代表で務めている地上波での報道・情報番組
| 期間                             | 期間                               | 番組名                      | 役職                             | 担当日         |
| -------------------------------- | ---------------------------------- | --------------------------- | -------------------------------- | -------------- |
| 2008年10月2日                    | 2010年3月26日                      | スパイスTV どーも☆キニナル! | 情報ナビゲーター                 | 木・金曜日     |
| 2008年10月4日                    | 2011年3月27日                      | FNNスーパーニュースWEEKEND  | スポーツキャスター               | 休日           |
| 2010年7月3日 および 2012年4月7日 | 2011年3月27日 および 2013年3月30日 | FNNレインボー発・あすの天気 | キャスター                       | 土曜日         |
| 2011年3月28日                    | 2013年3月29日                      | 情報プレゼンター とくダネ!  | プレゼンター                     | 平日           |
| 2011年3月28日                    | 2013年3月29日                      | FNNスーパーニュース         | フィールドキャスター             | 平日           |
| 2011年4月1日                     | 2012年9月28日                      | FNNスーパーニュース         | 『文化芸能部』スポーツパート担当 | 金曜日         |
| 2011年4月3日                     | 2012年3月25日                      | FNNレインボー発・あすの天気 | キャスター                       | 日曜日         |
| 2012年10月4日                    | 2012年12月21日                     | FNNスーパーニュース         | 『にゅーすクリップ』担当         | 木・金曜日     |
| 2013年4月1日                     | 2014年9月26日                      | FNNスーパーニュース         | キャスター                       | 平日           |
| 2014年4月1日                     | 2014年6月27日                      | FNN NEWS Pick Up            | キャスター                       | 平日           |
| 2014年9月29日                    | 2015年3月27日                      | FNNスーパーニュース         | スポーツキャスター               | 平日           |
| 2015年3月30日                    | 2020年9月25日                      | バイキング                  | 進行役                           | 平日           |
| 2017年10月5日                    | 2018年3月30日                      | みんなのニュース            | 『やくさん・大ちゃん』担当       | 木・金曜日     |
| 2020年9月28日                    | 2024年3月29日                      | Live News イット!           | キャスター                       | 平日           |
| 2024年3月31日                    | 現在                               | すぽると!                   | キャスター                       | 休日           |
| 2024年4月1日                     | 現在                               | FNN Live News α             | スポーツキャスター               | 月・火・金曜日 |

バラエティ番組・その他
- あっぱれ!!さんま新教授（レポーター、2008年10月5日 - 2009年9月27日）
- 笑っていいとも!（木曜担当、2011年4月7日 - 9月29日）
- ネプリーグ - コーナー『超人キッズ』の進行役
- BSフジNEWS（土曜夜担当、2009年4月4日 - 2011年3月26日）

2009年1月 - 3月まで水曜日のゴールデンタイム担当
- 即決!ワケありネェさんEX（2011年4月 - 2012年3月）
- Mr.サンデー（宮根誠司休暇・取材時の代行、2012年8月5日・12日）
- 男おばさん 燃えろ!デジタル部（準レギュラー（カプセル部員）、番組自体は2010年9月まで）

2008年8月5日は同期入社2人とインタビュアー
2008年9月2日はハモネプボイスパーカッション
2008年10月14日以降はテレビドラマ「エナミ君の恋人」で主役（※俳優デビュー作）
- ニュースJAPAN（2013年10月30日 - 11月1日、2014年3月24日 - 26日）サブキャスター 奥寺健の代理
- ペケ+ポン（プラス）（2015年4月14日 - 2016年2月23日）
- 最上級のひらめきニンゲンを目指せ!クイズ!金の正解!銀の正解!（2017年4月22日 - 9月16日）MC担当（神の使い役）
- 直撃!シンソウ坂上（2018年4月19日 - 2020年9月[26]） - 進行
- IPPONグランプリ（第13回 - 第23回） - 2代目フロア進行
- Live選挙サンデー（2021年10月31日・2022年7月10日） - 開票キャスター[27]
- 地震速報特番フィールドキャスター（2022年3月16日、2022年・福島県沖地震）
  - 倉田大誠・立本信吾・木村拓也・海老原優香と共同で担当。
- FNN緊急特報キャスター（2022年7月8日、安倍晋三元首相銃撃テロ）
  - 加藤綾子・三田友梨佳・内田嶺衣奈・上中勇樹・海老原優香・安宅晃樹と共同で担当。
- Kinki Kidsのブンブブーン
  - （2017年4月1日 - 2020年9月26日） - 3代目ナレーション、2017年7月～2017年9月までは3代目ナレーション兼現場ナビゲート(不定期)
  - （2020年10月3日 - 2021年10月3日）　- 進行（不定期）
- めざましテレビ（2022年10月3日） - 宮司愛海・ガチャピンとともに生めざましじゃんけんに参戦。
- ぽかぽか（2025年1月29日） - 山本賢太の代行（水曜進行）[28]
- 坂上どうぶつ王国（2025年2月14日 - ） - 「どうぶつ常識検定」ナレーター
- 坂上サンドの東北旅 2025～地元民が誇りたい“会津スポット”ベスト10～（2025年3月14日） - 進行[29][30]

テレビドラマ
- Room Of King（2008年10月4日）第1回、ニュースレポーター役、俳優デビュー作
- 任侠ヘルパー（2009年7月9日）第1回、ニュースレポーター役
- 早子先生、結婚するって本当ですか? 最終話（2016年6月16日） - 風子の夫（写真） 役
- 世にも奇妙な物語 「捨て魔の女」（2016年） ‐ 榎並大二郎
- 結婚相手は抽選で（2018年） ‐ ワイドショー番組のアナウンサー 役
- シャーロック（2019年） ‐ 榎並大二郎（本人） 役
- 問題物件 第4話（2025年2月5日） - アナウンサー 役

## その他
- アナマガ発! フジテレビ女性アナウンサーカレンダー2014〜フジテレビアナウンサー榎並大二郎の暴走? 妄想? 胸キュン♥︎STORY!!（2013年12月1日発行 扶桑社刊 ISBN 978-4-594-06960-5）
- アナマガ発 頑張っているあなたへ フジテレビ女性アナウンサーより応援カレンダー2015 榎並大二郎（フジテレビアナウンサー）完全プロデュース（2014年10月31日発行 扶桑社刊 ISBN 978-4-594-07141-7）